# Massimo Zedda
Massimo Zedda (Cagliari, 6 gennaio 1976) è un politico italiano, sindaco di Cagliari dal 1º giugno 2011 al 5 aprile 2019 e nuovamente a partire dal 17 giugno 2024. A partire dallo stesso giorno ricopre inoltre la carica di sindaco metropolitano della stessa, dopo averla già ricoperta dal 2017 al 2019.
È stato consigliere regionale, nonché leader dell'opposizione in consiglio regionale della Sardegna dal 2019 al 2024.

## Biografia
Figlio di Paolo Zedda, ex dirigente del Partito Comunista Italiano in Sardegna, entra in politica giovanissimo nella Federazione Giovanile Comunista Italiana, l'organizzazione giovanile del PCI, già durante gli studi superiori.
Dopo una breve esperienza ginnasiale al liceo classico Giovanni Maria Dettori, consegue la maturità al liceo classico Siotto Pintor di Cagliari. Successivamente si iscrive alla Facoltà di giurisprudenza presso l'Università degli Studi di Cagliari e svolge alcuni lavori a tempo determinato come commesso, segretario per cinque anni, dal 2001, del Gruppo consiliare Democratici di Sinistra (DS) al Comune di Cagliari, attore di teatro.

### Prime esperienze politiche e adesione a SEL
Alle elezioni amministrative del 2006 si candida al consiglio comunale di Cagliari, tra le liste dei DS ed entra da consigliere a palazzo Bacaredda, che peraltro aveva frequentato anni prima come segretario di gruppo.
Nel 2007, al momento dello scioglimento dei DS per lasciare spazio al Partito Democratico (PD), non partecipa alla sua fondazione assieme ad altri esponenti dei DS in Sardegna, aderendo alla scissione di Sinistra Democratica di Fabio Mussi e Cesare Salvi.
Alle elezioni regionali in Sardegna del 2009 si candida tra le file della lista "La Sinistra per la Sardegna" (che raggruppa Sinistra Democratica, Unire la Sinistra, Movimento per la Sinistra e dissidenti della Federazione dei Verdi), a sostegno della mozione del presidente uscente Renato Soru, venendo eletto per la prima volta, nella circoscrizione di Cagliari con 947 preferenze, in consiglio regionale della Sardegna.
Nel 2010 con Sinistra Democratica partecipa al processo di costituzione del partito Sinistra Ecologia e Libertà (SEL) di Nichi Vendola, diventandone poi esponente.

### Sindaco di Cagliari

#### 1º mandato

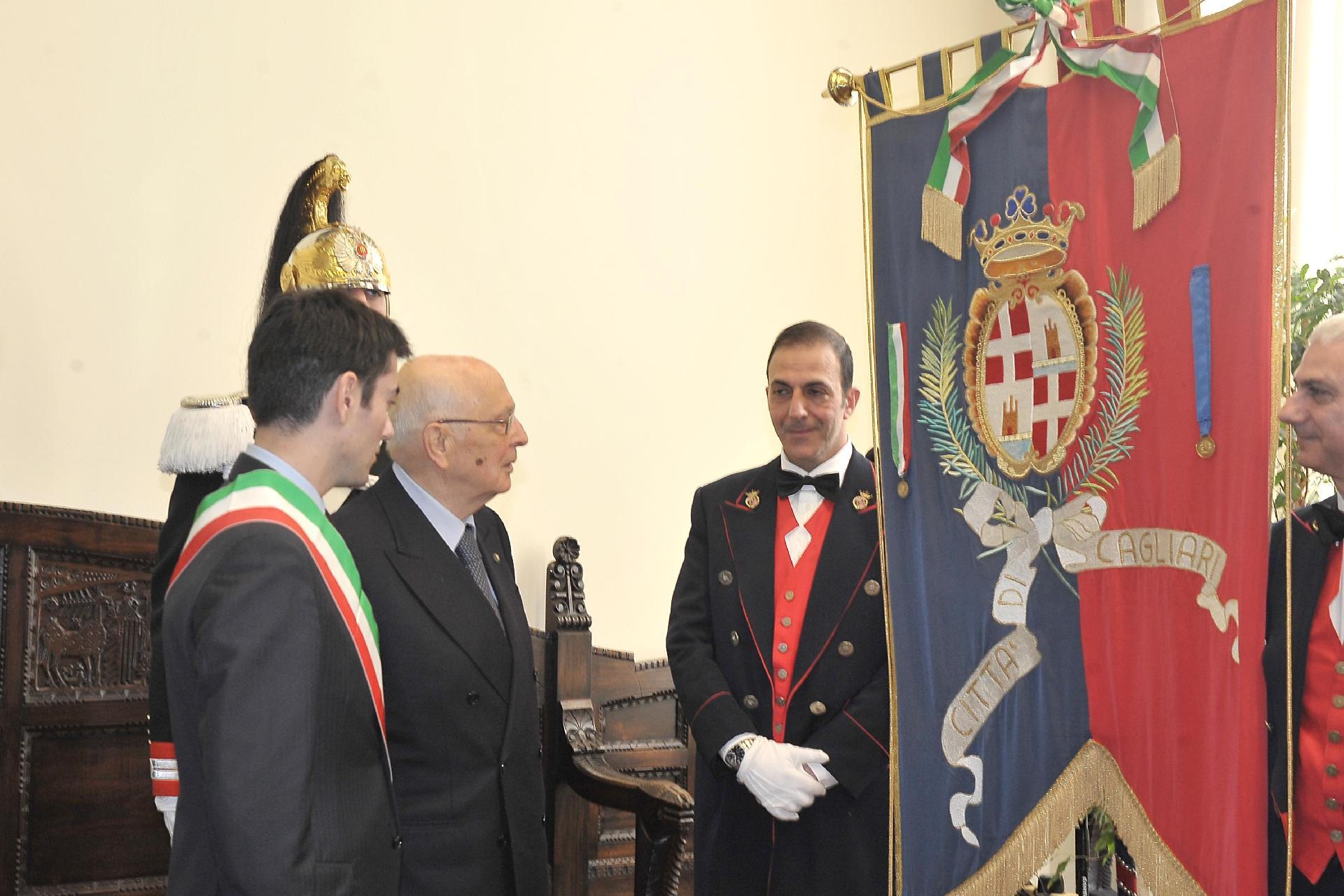
Zedda da sindaco di Cagliari con il Presidente della Repubblica Italiana Giorgio Napolitano, in visita in città nel 2012.

Alle elezioni amministrative del 2011 si candida a sindaco di Cagliari, dopo aver battuto alle primarie di coalizione nel capoluogo sardo il senatore del Partito Democratico Antonello Cabras.
Al primo turno del 16 maggio ottiene il 45,15% dei voti, accedendo al ballottaggio con il candidato del centro-destra Massimo Fantola, fermo al 44,71% dei voti. Al ballottaggio del 29 maggio, Zedda viene eletto sindaco con il 59,43% dei voti, contro il 40,57% di Fantola: si tratta di un risultato storico per il centro-sinistra nel capoluogo sardo, che nei 17 anni precedenti era sempre stato amministrato da giunte di centro-destra.
Il 21 giugno 2011 Zedda ha giurato durante la prima seduta del consiglio comunale di Cagliari, durante la quale ha anche presentato la sua giunta, composta di sei donne e quattro uomini.
A seguito dell'istituzione della Città metropolitana di Cagliari, il 4 febbraio 2016 diviene di diritto sindaco metropolitano a seguito delle prime elezioni a suffragio indiretto del 17 marzo 2016. Eletto all'età di 35 anni, Zedda è stato il più giovane tra i sindaci dei capoluoghi regionali italiani fino al 2014, anno d'elezione del forzista Andrea Romizi a sindaco di Perugia (anch'esso proclamato primo cittadino a 35 anni).

#### 2º mandato
In occasione delle elezioni amministrative del 5 giugno 2016 si è candidato nuovamente a sindaco di Cagliari, venendo eletto al primo turno col 50,86% delle preferenze e risultando l'unico primo cittadino in Italia ad essere riconfermato al primo turno in quella tornata elettorale.
Verso la fine del 2016, con lo scioglimento di SEL, non aderisce a Sinistra Italiana (erede di SEL), ma aderisce a Campo Progressista di Giuliano Pisapia, ex sindaco di Milano, partecipando alla sua costituzione.
Il 18 febbraio 2017 firma con il presidente del Consiglio Paolo Gentiloni il patto fra Presidenza del Consiglio e Comune di Cagliari per il Bando delle Periferie.

### Corsa alla Presidenza della Sardegna
Il 24 novembre 2018, al termine di un incontro pubblico a Milis, nell’Oristanese, annuncia la sua disponibilità ad essere il candidato presidente della coalizione di centro-sinistra alle regionali del 2019. Dopo tre giorni riceve il sostegno del Partito Democratico, il quale al termine della Direzione regionale a Oristano, rinuncia all'idea di tenere delle primarie di coalizione.
Verrà sostenuto da una coalizione di centro-sinistra formata da: PD, Liberi e Uguali, Campo Progressista Sardegna, Possibile, Partito Socialista Italiano, Futura, Italia in Comune e alcune liste civiche. Alla tornata elettorale viene sconfitto dal candidato del centro-destra Christian Solinas, senatore e segretario del Partito Sardo d'Azione, col margine di scarto più ampio tra primo e secondo classificato in un turno definitivo di elezioni regionali in Sardegna dal 1969. Riesce comunque a raccogliere circa il 3% di consensi in più rispetto alle liste che lo sostengono e arriva primo nel comune di Cagliari con uno scarto del 4% su Solinas.
Assieme ai consiglieri regionali eletti Francesco Agus, Diego Loi, Antonio Piu e Gian Franco Satta forma il gruppo consiliare dei Progressisti. Da questa esperienza nell'estate del 2022 nasce il Partito Progressista, con lui presidente.

### Dimissioni da sindaco
L'11 marzo 2019 consegna le dimissioni da sindaco di Cagliari, optando per la carica di consigliere regionale e mandando così il capoluogo alle elezioni nella primavera dello stesso anno, poi vinte di misura dal candidato della destra Paolo Truzzu.. Il 5 aprile 2019, il presidente della regione Solinas nomina il funzionario pubblico Bruno Carcangiu commissario straordinario del comune di Cagliari in sostituzione di Zedda; le successive elezioni comunali vedranno il ritorno del centro-destra alla guida del capoluogo sardo, con la vittoria di Paolo Truzzu.
Zedda alle elezioni politiche del 2022 firma un accordo con Alleanza Verdi e Sinistra che vedrà l'elezione di Francesca Ghirra alla Camera.
Alle elezioni regionali del 2024 i Progressisti di Zedda inizialmente si accordano con Renato Soru, ex Governatore appoggiato anche da Azione, +Europa e Rifondazione Comunista tra gli altri; successivamente si alleano invece con Alessandra Todde, candidata di centro-sinistra e Movimento 5 Stelle, risultando determinante con 20.000 voti (3%) per la vittoria di misura di Todde contro il sindaco di Cagliari Truzzu.

### Rielezione a sindaco di Cagliari
In vista delle elezioni amministrative dell'8 e 9 giugno 2024, Zedda viene nuovamente designato come candidato sindaco di Cagliari per la coalizione del campo largo (centrosinistra e Movimento 5 Stelle) e viene rieletto per la terza volta alla guida di Palazzo Bacaredda, vincendo al primo turno con il 60,29% dei voti.

## Sinossi degli incarichi politici
- 2000: viene assunto al Comune di Cagliari come segretario del gruppo consiliare del PDS.
- 2001: segretario giovanile di Cagliari dei DS. Prosegue il suo impegno politico assumendo rapidamente importanti incarichi di partito.
- 2006: viene eletto nel Consiglio Comunale nella sua città natale.
- 2009: si candida, con la lista La Sinistra, alla carica di consigliere regionale, venendo eletto con 947 voti.
- 2011: è eletto Sindaco di Cagliari[26], riconfermandosi nel 2016.
- 2019: partecipa alle elezioni regionali in Sardegna come candidato del centro-sinistra, risultando eletto come consigliere regionale in quanto secondo candidato più votato. Il 9 marzo dichiara che lascerà il Comune di Cagliari per dedicarsi all'attività di consigliere regionale[27].
- 2024: viene rieletto Sindaco di Cagliari.

## Procedimenti giudiziari
Nel febbraio 2013 il sindaco Zedda finisce sotto inchiesta per falso e abuso d'ufficio dopo un esposto dei sindacati del Teatro Lirico di Cagliari alla Procura della Repubblica per presunte irregolarità nella nomina del nuovo sovrintendente, Marcella Crivellenti.
A seguito del ricorso presentato da due partecipanti alla manifestazione d'interesse indetta per scegliere il sovrintendente del Teatro Lirico di Cagliari, il TAR Sardegna ha annullato la nomina della Crivellenti proposta da Zedda. Il 23 marzo 2016 la prima sezione penale del Tribunale di Cagliari ha pronunciato riguardo alla nomina la sentenza di assoluzione in primo grado “perché il fatto non sussiste”. Assolto anche in secondo grado dopo la richiesta di archiviazione per tutti i provvedimenti. Secondo il procuratore "il processo non sarebbe neanche dovuto iniziare".